# Poul Søgaard
Poul Søgaard (* 12. November 1923 in Dalum, Odense Kommune, Region Syddanmark; † 12. Dezember 2016 in Odense) war ein dänischer Politiker der Socialdemokraterne, der unter anderem zwischen 1959 und 1990 Mitglied des Folketing und von 1977 bis 1982 Verteidigungsminister war.

## Leben

### Arbeiter, Jugend- und Parteifunktionär
Poul Søgaard, Sohn des Papierarbeiters Johannes Christian Søgaard (1875–1955) und dessen Ehefrau Anna Petersen (1884–1962), arbeitete nach der Folkeskole von 1938 bis 1944 in der Furnierfabrik Odense und engagierte sich 1939 als Vertrauensmann in der Sozialdemokratischen Jugend DSU (Danmarks Socialdemokratiske Ungdom). Er besuchte zudem zwischen 1940 und 1941 die Schule für ungelernte Arbeiter.
Er war zwischen 1944 und 1972 im DSB-Maschinendepot in Odense Mitarbeiter der Dänischen Staatsbahnen DSB (Danske Statsbaner). 1953 wurde er Bezirksvorsitzender, Mitglied des Hauptvorstands und des nationalen Sekretariats der DSU und gehörte darüber hinaus zwischen 1953 und 1961 dem Hauptvorstand der Sozialdemokratischen Partei (Socialdemokraterne) als Mitglied an. 1954 wurde er zudem Mitglied des Stadtrates von Odense und gehörte diesem bis 1963 an.

### Abgeordneter und Verteidigungsminister
Nachdem Søgaard 1951 und 1958 erfolglos kandidierte, wurde er am 21. Februar 1959 erstmals Mitglied im Folketing, dem Parlament Dänemarks, und vertrat dort bis zum 21. September 1971 zunächst den Wahlkreis Odense Amtskreds sowie im Anschluss zwischen dem 21. September 1971 und dem 21. Dezember 1990 den Wahlkreis Fyns Amtskreds. Während seiner Parlamentszugehörigkeit war er zwischen 1966 und 1972 erstmals Mitglied des Finanzausschusses (Folketingets Finansudvalg) sowie 1967 Mitglied der Delegation bei den Vereinten Nationen in New York City und übernahm 1971 die Funktion als verteidigungspolitischer Sprecher der Sozialdemokraten. 1971 wurde er Vorsitzender des Bildungsausschusses (Folketingets Undervisningsudvalg) und überraschte 1973 mit seinem demonstrativen Rücktritt als Vorsitzender. Dies geschah aus Protest gegen die Ernennung von Ritt Bjerregaard zur Bildungsministerin (Undervisningsminister) in der Regierung Jørgensen I, da er ihr Illoyalität gegenüber den anderen Parlamentsmitgliedern auf Fünen vorwarf. Gleichzeitig kritisierte Poul Søgaard Ministerpräsident Anker Jørgensen dafür, dass er die Ernennung nicht der Fraktion vorgelegt hatte.
Poul Søgaard, der von 1972 bis 1977 Ausschussmitglied für die Heimwehr (Hjemmeværnet) engagierte, war daraufhin zwischen 1973 und 1977 erneut Mitglied des Finanzausschusses und fungierte zudem 1977 als stellvertretender Vorsitzender der Fraktion der Socialdemokraterne im Folketing. Nach dem Ausscheiden von Orla Møller am 1. Oktober 1977 wurde Poul Søgaard sein Nachfolger als Verteidigungsminister (Forsvarsminister) in der  Regierung Jørgensen II und behielt das Amt vom 30. August 1978 bis zum 26. Oktober 1979 auch in der Regierung Jørgensen III, vom 26. Oktober 1979 bis zum 30. Dezember 1981 in der Regierung Jørgensen IV sowie vom 30. Dezember 1981 bis zum 10. September 1982 auch in der Regierung Jørgensen V. Mit seinem Amtsantritt übernahm er drei unangenehme Fälle: die Schwierigkeiten rund um den Kauf des Mehrzwckkampfflugzeugen vom Typ General Dynamics F-16, einen Fall über den Verteidigungsgeheimdienst und die Frage der künftigen Regelung zur Freistadt Christiania, die beim Verteidigungsministerium angesiedelt ist. Es gelang ihm, diese Angelegenheiten ohne allzu viel Aufhebens zu regeln. Nach seinem Ausscheiden aus der Regierung war er von 1982 bis 1984 abermals Ausschussmitglied für die Heimwehr.

## Privates
Poul Søgaard heiratete am 13. April 1946 in Odense Rita Ruth Nielsen (* 1926).

## Veröffentlichungen
- Fra landsoldat til 70’ernes værnepligtige, in: Forsvaret til Debat, 1970